# 綺拉南·琵普蕾恰
綺拉南·琵普蕾恰 （จิระนันท์ พิตรปรีชา；1955年2月25日—），是泰国诗人、評論家、翻譯家，與女性主义者。

## 生平
綺拉南，是書店老闆之女。1973年泰国學運中，綺拉南是重要的学生領袖。1976 年10月，法政大学惨案后，綺拉南逃入丛林，加入泰国共产党。1981年，因《特赦法》，綺拉南返回曼谷。綺拉南与丈夫社善·巴捨恭一起前往美国。在康奈尔大学，綺拉南取得历史學學位。返回泰国后，綺拉南与丈夫分居。
夫妻經歷後改編為泰國電影《曼谷十月风暴》（英語：The Moonhunter，2001）。
綺拉南的诗《裂开的卵石》荣获泰国笔会颁发的1981年最佳诗歌奖。綺拉南为泰国的各种出版物撰写了各种作品，包括诗歌、历史、旅游文章和社会评论。1989年，第一部诗集《消失的葉子》（ใบไม้ที่หายไป）取得東南亞文協獎（S.E.A Write Award）。 1992年，诗歌《初雨》獲泰国笔会评为年度最佳诗歌。  2011年，綺拉南獲评为泰国65位最具影响力的女性之一。 